# نعمان کوردیچ
نعمان کوردیچ (بوسنیایی: Numan Kurdić؛ زادهٔ ۱ ژوئیهٔ ۱۹۹۹) بازیکن فوتبال اهل بوسنی و هرزگوین است که در حال حاضر برای باشگاه فوتبال مس رفسنجان در پست مدافع بازی می‌کند.
از باشگاه‌هایی که در آن بازی کرده است می‌توان به ارس-نخجوان نووی پازار سارایوو و آر. دابلیو. دی. مولنبیک اشاره کرد.
وی همچنین در تیم ملی فوتبال بوسنی و هرزگوین بازی کرده است.

## دوران باشگاهی

### سارایوو
کوردیچ پس از بازی در تیم جوانان ولیژ موستار و سارایوو، دوران بزرگسالان خود را در سارایوو آغاز کرد. او در ۲۸ ژوئیه ۲۰۱۸ نخستین بازی خود را برای سارایوو در پیروزی خانگی ۴–۰ در لیگ برابر ملادوست دوبوی کاکانی انجام داد. او نخستین جام خود را با این باشگاه در ۱۵ مه ۲۰۱۹ به دست آورد، پس از آنکه سارایوو در فینال جام حذفی بوسنی و هرزگوین ۲۰۱۹–۲۰۱۸ شروکی بریگ را شکست داد. سه روز پس از فینال جام، در ۱۸ مه ۲۰۱۹، کوردیچ همچنین عنوان قهرمانی لیگ را با سارایوو کسب کرد، پس از اینکه باشگاه در خانه زویزدا ۰۹ را با نتیجه ۴–۰ شکست داد.
او دومین عنوان قهرمانی لیگ خود را با باشگاه در ۱ ژوئن ۲۰۲۰ به دست آورد، هرچند این پس از آن بود که فصل لیگ برتر بوسنی و هرزگوین ۲۰۲۰–۲۰۱۹ به دلیل دنیاگیری کووید–۱۹ در بوسنی و هرزگوین به طور ناگهانی به پایان رسید و پس از آن، سارایوو به طور پیش‌فرض برای دومین بار پیاپی به عنوان قهرمان لیگ معرفی شد.
در ۹ ژوئیه ۲۰۲۰، کوردیچ به مدت یک فصل به صورت قرضی به سوپر لیگ صربستان و باشگاه نووی پازار پیوست.
در ۲۷ ژانویه ۲۰۲۱، او به مدت نیم‌فصل به صورت قرضی به باشگاه کوکسی در سوپر لیگ آلبانی رفت.

### آردابلی
در ۱۷ ژانویه ۲۰۲۲، کوردیچ با باشگاه دسته اول ب بلژیک آردابلی با مبلغ گزارش‌شده ۱۵۰٬۰۰۰ یورو قرارداد امضا کرد.
در ۱۷ دسامبر ۲۰۲۲، کوردیچ دوباره به نووی پازار با قراردادی شش‌ماهه به صورت قرضی بازگشت.

### مس رفسنجان
کوردیچ در ۸ اوت ۲۰۲۵ (۱۷ مرداد ۱۴۰۴) با عقد قراردادی به باشگاه فوتبال مس رفسنجان ملحق شد.